# Světový pohár v orientačním běhu 2025
Světový pohár v orientačním běhu 2025 (Orienteering World Cup 2025) je 23. ročníkem této soutěže. Skládá se z 9 závodů, které se konají ve Švédsku, Belgii a Švýcarsku. Závody se konají ve formátech Long Distance, Middle Distance, Relay, Sprint Relay, Sprint a Knock-out Sprint.

## Program světového poháru 2025
| Jednotlivé závody                                                 | Jednotlivé závody | Jednotlivé závody | Jednotlivé závody | Jednotlivé závody   |
| Idre Fjäll Hasselt Uster Lokace míst závodů Světového poháru 2025 | Č.                | Datum             | Trať              | Místo               |
| ----------------------------------------------------------------- | ----------------- | ----------------- | ----------------- | ------------------- |
| Idre Fjäll Hasselt Uster Lokace míst závodů Světového poháru 2025 | 1.                | 19. června 2025   | Long              | Idre Fjäll, Švédsko |
| Idre Fjäll Hasselt Uster Lokace míst závodů Světového poháru 2025 | 2.                | 21. června 2025   | Middle            | Idre Fjäll, Švédsko |
| Idre Fjäll Hasselt Uster Lokace míst závodů Světového poháru 2025 | 3.                | 22. červen 2025   | Štafety           | Idre Fjäll, Švédsko |
| Idre Fjäll Hasselt Uster Lokace míst závodů Světového poháru 2025 | 4.                | 27. srpna 2025    | Sprintové štafety | Hasselt, Belgie     |
| Idre Fjäll Hasselt Uster Lokace míst závodů Světového poháru 2025 | 5.                | 29. srpna 2025    | Knock-Out Sprint  | Hasselt, Belgie     |
| Idre Fjäll Hasselt Uster Lokace míst závodů Světového poháru 2025 | 6.                | 31. srpna 2025    | Sprint            | Hasselt, Belgie     |
| Idre Fjäll Hasselt Uster Lokace míst závodů Světového poháru 2025 | 7.                | 26. září 2025     | Sprint            | Uster, Švýcarsko    |
| Idre Fjäll Hasselt Uster Lokace míst závodů Světového poháru 2025 | 8.                | 27. září 2025     | Sprint štafety    | Uster, Švýcarsko    |
| Idre Fjäll Hasselt Uster Lokace míst závodů Světového poháru 2025 | 9.                | 28. září 2025     | Knock-Out Sprint  | Uster, Švýcarsko    |

## Jednotlivé závody Světového poháru 2025
| Program jednotlivých závodů Světového poháru 2025 | Program jednotlivých závodů Světového poháru 2025 | Program jednotlivých závodů Světového poháru 2025 | Program jednotlivých závodů Světového poháru 2025 | Program jednotlivých závodů Světového poháru 2025 | Program jednotlivých závodů Světového poháru 2025 | Program jednotlivých závodů Světového poháru 2025 | Program jednotlivých závodů Světového poháru 2025 | Program jednotlivých závodů Světového poháru 2025 | Program jednotlivých závodů Světového poháru 2025 |
|                                                   |                                                   |                                                   |                                                   | Muži                                              | Muži                                              | Muži                                              | Ženy                                              | Ženy                                              | Ženy                                              |
| Pořadí                                            | Místo                                             | Disciplína                                        | Datum                                             | Zlatá medaile                                     | Stříbrná medaile                                  | Bronzová medaile                                  | Zlatá medaile                                     | Stříbrná medaile                                  | Bronzová medaile                                  |
| ------------------------------------------------- | ------------------------------------------------- | ------------------------------------------------- | ------------------------------------------------- | ------------------------------------------------- | ------------------------------------------------- | ------------------------------------------------- | ------------------------------------------------- | ------------------------------------------------- | ------------------------------------------------- |
| 1.                                                | Idre Fjäll, Švédsko                               | Long                                              | 19. června 2025                                   | Kasper Harlem Fosser                              | Matthias Kyburz                                   | Viktor Svensk                                     | Tove Alexanderssonová                             | Simona Aebersoldová                               | Andrine Benjaminsenová                            |
| 2.                                                | Idre Fjäll, Švédsko                               | Middle                                            | 21. června 2025                                   | Max Peter Bejmer                                  | Anton Johansson                                   | Gustav Bergman                                    | Tove Alexanderssonová                             | Simona Aebersoldová                               | Cecile Calandryová                                |
| 3.                                                | Hasselt, Belgie                                   | Knock-Out Sprint                                  | 29. srpna 2025                                    |                                                   |                                                   |                                                   |                                                   |                                                   |                                                   |
| 4.                                                | Hasselt, Belgie                                   | Sprint                                            | 31. srpna 2025                                    |                                                   |                                                   |                                                   |                                                   |                                                   |                                                   |
| 5.                                                | Uster, Švýcarsko                                  | Sprint                                            | 26. září 2025                                     |                                                   |                                                   |                                                   |                                                   |                                                   |                                                   |
| 6.                                                | Uster, Švýcarsko                                  | Knock-Out Sprint                                  | 28. září 2025                                     |                                                   |                                                   |                                                   |                                                   |                                                   |                                                   |

## Štafety Světového poháru 2025
| 1. | Idre Fjäll, Švédsko | Štafeta mužů      | 22. června 2025 |  |  |  |
| 2. | Idre Fjäll, Švédsko | Štafeta žen       | 22. června 2025 |  |  |  |
| 3. | Hasselt, Belgie     | Sprintová štafeta | 27. srpna 2025  |  |  |  |
| 4. | Uster, Švýcarsko    | Sprintová štafeta | 27. září 2025   |  |  |  |

## Celkové pořadí
Vítězové a bodové hodnocení budou doplněny po skončení závodů.